# Denis Vaucher
Denis Vaucher (nació el 18 de febrero de 1898; falleció el 24 de febrero de 1993) fue un esquiador suizo de Berna.
Vaucher fue comandante del patrulla militar de oro de los Juegos Olímpicos de Chamonix 1924. Fue miembro del club d'esquí de Berna de 1910.